# Cehu Silvaniei
Cehu Silvaniei (en hongarès: Szilágycseh, fins al 1854 Szilágy-Cseh, que significa "txecs de Szilágy") és una ciutat del comtat de Sălaj, Crișana (Romania). La ciutat administra quatre pobles: Horoatu Cehului (Oláhhorvát), Motiș (Mutos), Nadiș (Szilágynádasd) i Ulciug (Völcsök).

## Història del poble
El primer esment escrit de la ciutat data del 1319 amb el nom de Cheevar. El 1405, la ciutat va ser esmentada amb el nom de Chehy. El nom hongarès de la ciutat feia referència a un estand d'origen txec.
La ciutat va formar part fins al 1918 del Regne d'Hongria i concretament del Principat de Transsilvània. El 1529, el voivoda István Báthory va concedir a la ciutat el dret de governar-se.
Després de la dissolució del principat de Transsilvània el 1867 i la seva integració directa a l'Imperi Austrohongarès com a part d'Hongria, la ciutat queda adscrita al comtat de Szilágy el 1876. El 1918, durant la desintegració de l'imperi al final de la Primera Guerra Mundial, la ciutat va passar a formar part del Regne de Romania.
Del 1940 al 1944 va ser annexionada per Hongria com a resultat del Segon Premi de Viena. El maig de 1944, la seva comunitat jueva va ser exterminada pels nazis durant diverses deportacions a Auschwitz.
Al final de la Segona Guerra Mundial, la ciutat es va tornar a incorporar a Romania.
La ciutat ha estat durant molt de temps un centre agrícola. El 1968, durant la reorganització administrativa del país, va adquirir la condició de ciutat i es va produir la industrialització (tèxtils i mobles).

## Demografia
Segons el cens del 2011, el 50,4% dels habitants eren hongaresos, el 44,5% romanesos i el 4,9% gitanos. En el mateix cens, el 47% eren ortodoxos romanesos, el 44,4% reformats, el 3,5% catòlics, el 2,4% pertanyien a "una altra religió" i l'1% baptista.

## Llocs i monuments històrics

### Església reformada hongaresa de Cehu-Silvaniei - monument nacional
Probablement membres de dues famílies, Miklós Drágffy i la seva dona, i Eufémia Jakcs o el seu fill, Bertalan, posteriorment voivode de Transsilvània (1493-1988), van construir l'església en algun lloc de la meitat de la segona meitat del segle XV. El governador Drágffy János (1525–26) va ser un important patró de l'església: va fer alguns canvis a l'església el 1519 i va fer-li un sedil renaixentista amb dibuixos lombards el 1522.
El 1614, a causa de la generositat de Prépostváry Zsigmond i de la seva dona Széchy Katalin, es van construir les normes de la ciutat-mercat, la torre de la façana occidental es va construir, tal com mostra la tauleta commemorativa encapçalada al mur sud. La nau medieval es va ampliar el 1801 i després el 1905, amb passadissos laterals quadrats i l'interior té unes proporcions classicistes. Aquesta església és un monument nacional classificat amb el número SJ-II-mA-05034.

### Cementiri jueu
El cementiri jueu es troba a Cehu Silvaniei, Cloșca Str. no. 8, comtat de Sălaj, 249,1 milles al NO de Bucarest i 34 km (21 mi) de Zalău.
La població jueva de 1850 segons el cens era de 63, el 1857 de 66, el 1880 de 206, el 1900 de 369, el 1910 de 517 i el 1930 de 551. El maig de 1944, els jueus es van reunir al gueto que els nazis i els seus col·laboradors van instal·lar a prop de Cehu Silvaniei (el gueto Cehei, a fora de Șimleu Silvaniei), i el 31 de maig i el 6 de juny de 8 van ser deportats a Auschwitz. El cementiri ortodox es va establir al segle XIX. L'últim enterrament conegut va ser al segle xx.
El terreny pla suburbà aïllat no té rètol ni marcador. S'hi arriba per carretera privada, l'accés és obert amb permís. Una tanca amb una reixa que tanca el lloc. Són visibles aproximadament 1-20 pedres, algunes no es troben a la ubicació original, amb un 25% -50% de les pedres caigudes o trencades. Es desconeix la ubicació de les pedres que s'han retirat del cementiri. L'excés de vegetació al cementiri és un problema estacional que impedeix l'accés. El drenatge de l'aigua és bo tot l'any. No hi ha seccions especials.
La làpida més antiga coneguda data del segle xix. Les pedres làpides decorades en relleu tallades amb relleu, tallades de forma plana, de marbre, granit, gres i pedra calcària dels segles XIX i XX, tenen inscripcions hebrees. Alguns tenen restes de pintura a la superfície. No es coneixen fosses comunes. La comunitat jueva nacional és propietària de la finca utilitzada només per al cementiri jueu. Les propietats adjacents són residencials. El manteniment del cementiri va treballar en la reerecció de pedres, enganxar pedres trencades, neteja de pedres i neteja de vegetació. L'atenció actual implica la neteja o la neteja ocasional del cementiri per part de persones no remunerades.

## Fills il·lustres
- Alexandru Koller
- Agi Mishol